# Giovanna Venetiglio Matheus
Giovanna Venetiglio Matheus (Rio de Janeiro, 3 de dezembro de 1989) é uma ginasta de trampolim brasileira. 
Conquistou medalha de bronze no trampolim individual nos Jogos Pan-americanos de 2007, no Rio de Janeiro. Ela também foi medalha de bronze, em Kawasaki, na Copa do Mundo de 2011. Giovanna integrou a delegação brasileira nas competições dos Jogos Pan-Americanos de 2011, em Guadalajara, no México.